# Mitsubishi Ki-57
Die Mitsubishi Ki-57 (Alliierter Codename: Topsy) war ein Passagierflugzeug, das als Tiefdecker aufgrund der Nachfrage der Japan Air Lines nach einer zivilen Version des Bombers Mitsubishi Ki-21 konstruiert wurde.
Der Erstflug erfolgte im August 1940. Nach der erfolgreichen Erprobung begann die Produktion von 100 Serienmaschinen als MC-20-1 für zivile Zwecke bzw. als Transportflugzeug Ki-57-1 für militärische Zwecke. Die verbesserte Ki-57-2 folgte Anfang 1942 und hatte u. a. eine stärkere Motorisierung. Von dieser Version wurden 406 Exemplare gebaut.

## Technische Daten
| Kenngröße             | Daten Mitsubishi Ki-57-II                      |
| --------------------- | ---------------------------------------------- |
| Besatzung             | 4                                              |
| Passagiere            | 11                                             |
| Länge                 | 16,00 m                                        |
| Spannweite            | 22,60 m                                        |
| Höhe                  | 4,85 m                                         |
| Flügelfläche          | 70,08 m²                                       |
| Flügelstreckung       | 7,3                                            |
| Leermasse             | 5585 kg                                        |
| Startmasse            | normal 8175 kg maximal 9120 kg                 |
| Triebwerke            | zwei Mitsubishi Ha-102 mit je 795 kW (1080 PS) |
| Höchstgeschwindigkeit | 470 km/h in 5800 m Höhe                        |
| Steigzeit auf 5000 m  | 15:45 min                                      |
| Reichweite            | normal 1500 km maximal 3000 km                 |
| Dienstgipfelhöhe      | 8000 m                                         |